# 道义禅师
道义，或名道仪，新罗“禅门九山”之一“迦智山派”的开山祖师。俗姓王，北汉郡人。幼年在陈田寺出家，法号“明寂”。建中五年（784年）随新罗使者入唐，在广州宝坛寺受“具足戒”。当时南禅宗大兴，他到曹溪参谒禅宗祖堂，从江西洪州开元寺西堂智藏大师学南宗禅法，数年得禅宗密法，智藏赐名“道义”，又让他去百丈山怀海大师处继续参学，据《寂照塔铭》记载，唐长庆初年，新罗宪德王十三年（821年），道义回国传法，但禅宗在当时新罗并不很受欢迎，道义只得隐居山林。雪山亿圣寺廉居禅师（？—844年）传其心法，为新罗禅宗二祖。廉居传体澄（804年—880年），开成二年（837年）入唐求学，840年二月回国，在宪安王(857--860在位)和长沙县副守金彦卿的大力协助下，建成了禅门九山之一的迦智山派。该派尊道义为第一祖，以廉居为第二祖，体澄则为第三祖。